# Afrikansk blåvaktel
Afrikansk blåvaktel (Synoicus adansonii) är en fågel i familjen fasanfåglar inom ordningen hönsfåglar.

## Utseende och läte
Afrikansk blåvaktel är en mycket liten och mörk vaktel. Hanen är mörkblå och kastanjebrun, med lysande vit strupe. Honan är mörlbrun med kraftig tvärbandning undertill. Vanligaste lätet är en två- eller trestavig vissling.

## Utbredning och systematik
Afrikansk blåvaktel hittas i Afrika söder om Sahara. Den behandlas som monotypisk, det vill säga att den inte delas in i några underarter.

### Släktestillhörighet
Tidigare placerades arten tillsammans med nära släktingen asiatisk blåvaktel i Coturnix, men lyftes först ut till det egna släktet Excalfactoria efter studier. Senare DNA-studier visade dock att de båda står nära brunvakteln, även den tidigare i Coturnix. De tre förs därför till ett och samma släkte, där Synoicus har prioritet. Vidare studier har visat att även papuavakteln (Anurophasis monorthonyx) tillhör samma klad.

## Levnadssätt
Afrikansk blåvaktel hittas i fuktiga gräsmarker, ofta i säsongsvis översvämmade områden. Arten är troligen flyttfågel eller åtminstone nomadisk i sina rörelser.

## Status
Arten har ett stort utbredningsområde och beståndet anses stabilt. Internationella naturvårdsunionen IUCN listar den därför som livskraftig (LC).

## Namn
Fågelns vetenskapliga artnamn hedrar Michel Adanson (1727-1806), fransk naturforskare, botaniker och samlare verksam i Senegal 1748-1753.